# Pippa Lee
Pippa Lee ist ein US-amerikanischer Spielfilm aus dem Jahr 2009. Der Film entstand nach dem (2008 in deutscher Sprache erschienenen) gleichnamigen Roman von Rebecca Miller, die auch das Drehbuch schrieb und Regie führte. Er feierte 2009 bei der Berlinale, wo er außerhalb des Wettbewerbs lief, Premiere. Offizieller Kinostart in Deutschland war am 1. Juli 2010.

## Handlung
Pippa Lee ist seit Jahrzehnten mit dem erfolgreichen Verleger Herb Lee verheiratet. Dieser ist 30 Jahre älter als sie und feiert bereits seinen 80. Geburtstag. Ihre Kinder Grace und Ben gehen mittlerweile ihrer eigenen Wege. Nach mehreren Herzanfällen von Herb zieht das Paar von New York in eine „Siedlung für Ruheständler“ nach Marigold Village, Connecticut. Das aufregende Leben in der New Yorker High Society hat damit ein Ende. Doch nicht Pippa hat Probleme mit dem Leben in der Altersresidenz, sondern Herb, der sich wie lebendig begraben fühlt. Seinen Verlag führt er nun vom Telefon aus, was ihm jedoch eher mehr Stress verursacht als früher. Pippa ist besorgt um seine Gesundheit. Gleichzeitig geschehen in ihrem Haus merkwürdige Dinge, die Herb zunächst auf seine Altersdemenz zurückführt. Als sie Kameras installieren, um Gewissheit zu erlangen, müssen sie feststellen, dass Pippa schlafwandelt und sie also für die Turbulenzen im Haus verantwortlich ist. Pippa fängt daher an, über ihr Leben nachzudenken.
Als Kind litt sie unter ihrer tablettensüchtigen Mutter Suky. Um ihr zu entkommen, zog sie bereits als Teenager zu Hause aus. Zunächst kam sie bei ihrer Tante Trish in Greenwich Village unter, die eine lesbische Beziehung mit der Fotografin Kat führte. Als Kat mit Pippa eine erotische Fotosession veranstaltet hat, wurden sie von der Tante erwischt. Pippa fühlte sich am Zerbrechen dieser Beziehung mitschuldig, sie flüchtete sich in Drogen. Erst als sie den Verleger Herb Lee kennenlernte, schien Ruhe in ihr Leben zu kommen. Herb (Alan Arkin) war in die wilde junge Frau so verliebt, dass er seine Ehefrau Gigi (Monica Bellucci) für sie verlassen hat.
Nach jahrelanger Ehe scheint diese Beziehung nun am Ende. Pippa verliebt sich in den Nachbarssohn Chris Nadeau. Eine Liebesbeziehung entsteht jedoch erst, als Pippa feststellen muss, dass Herb sie mit der jungen Sandra Dulles betrügt. Ohne jede Hysterie beendet sie ihre Ehe und beginnt ein neues Leben mit Chris.

## Kritiken
„Über Strecken ist der Film mit glänzenden Nebenrollen amüsant, Winona Ryder, Julianne Moore, Monica Bellucci tauchen auf und ab. […] Aber irgendwie ist The Private Lives of Pippa Lee viel zu lieb, zu glatt, zu vorhersehbar und auch zu lang.“

„Eine sanft-ironische Tragikomödie um weibliche Dilemmata in voremanzipatorischen Rollenmustern. Dabei wechselt der Film zwischen Gegenwart und der Jugend der Hauptfigur, was den Erzählfluss zwar mitunter bremst; gleichwohl überzeugen beide Erzählebenen durch gut konturierte Charakterbilder, pointierte Dialoge und hervorragende Darsteller.“